# Alwoodley
Alwoodley – osada i civil parish w Anglii, w West Yorkshire, w dystrykcie metropolitalnym Leeds. W 2011 civil parish liczyła 8818 mieszkańców. Alwoodley jest wspomniana w Domesday Book (1086) jako Alwoldelei.